# Pasias (Maler)
Pasias (altgriechisch Πασίας) war ein griechischer Maler, der am Ende des 3. Jahrhunderts v. Chr. tätig war.
Nach Plinius war er ein Schüler des Malers Erigonos in Sikyon, der zu großer Berühmtheit gelangte, sein  Bruder war der Maler oder Bildhauer Aiginetes. Ansonsten ist nichts zu ihm überliefert.